# Landkreis Mecklenburgische Seenplatte
Landkreis Mecklenburgische Seenplatte is een Landkreis in de Duitse deelstaat Mecklenburg-Voor-Pommeren. De Landkreis telt 258.057 inwoners (31 december 2020) op een oppervlakte van 5.470,35 km². Kreisstadt is Neubrandenburg. In oppervlakte is Mecklenburgische Seenplatte de grootste Kreis van Duitsland.
De Kreis is genoemd naar het grotendeels met zijn territoir overeenkomende merengebied Mecklenburgische of Mecklenburger Seenplatte (Mecklenburger Merenplateau).

## Geschiedenis
Mecklenburgische Seenplatte ontstond op 4 september 2011 door de samenvoeging van de toenmalige Landkreisen Müritz en Mecklenburg-Strelitz, de kreisfreie stad Neubrandenburg, de steden Dargun en Demmin en de Ämter Demmin-Land, Malchin am Kummerower See, Stavenhagen en Treptower Tollensewinkel uit het Landkreis Demmin.

## Steden en gemeenten
De Landkreis is bestuurlijk in de volgende steden en gemeenten onderverdeeld (Inwoners op 31-12-2020):
Amtsvrije gemeenten
1. Dargun, Stad (4.331)
2. Demmin, Hanzestad * (10.523)
3. Feldberger Seenlandschaft (4.444) (Bestuurscentrum te Feldberg)
4. Neubrandenburg, Stad (20.151)
5. Neustrelitz, Stad * (20.151)
6. Waren (Müritz), Stad * (21.147)

Amten (Ämter) met deelnemende gemeenten en steden
* Bestuurscentrum
| 1. Amt Demmin-Land (6.877) (Bestuurscentrum te Demmin) |
| --- |
| 1. Beggerow (503) 2. Borrentin (784) 3. Hohenbollentin (108) 4. Hohenmocker (455) 5. Kentzlin (210) 6. Kletzin (687) 7. Lindenberg (220) 8. Meesiger (241) 9. Nossendorf (653) 10. Sarow (717) 11. Schönfeld (346) 12. Siedenbrünzow (488) 13. Sommersdorf (234) 14. Utzedel (470) 15. Verchen (383) 16. Warrenzin (378) |
| 2. Amt Friedland (8.342) |
| 1. Datzetal (853) 2. Friedland, Stad * (6.403) 3. Galenbeck (1.086) 4. Genzkow ( x) |
| 3. Amt Malchin am Kummerower See (12.075) |
| 1. Basedow (683) 2. Duckow ( x) 3. Faulenrost (653) 4. Gielow (1.076) 5. Kummerow (575) 6. Malchin, Stad * (7.341) 7. Neukalen, Stad (1.747) |
| 4. Amt Malchow (10.769) |
| 1. Alt Schwerin (558) 2. Fünfseen (1.079) 3. Göhren-Lebbin (631) 4. Malchow, Stad * (6.542) 5. Nossentiner Hütte (644) 6. Penkow (266) 7. Silz (363) 8. Walow (477) 9. Zislow (209) |
| 5. Amt Mecklenburgische Kleinseenplatte (7.992) |
| 1. Mirow, Stad * (3.883) 2. Priepert (317) 3. Wesenberg, Stad (3.057) 4. Wustrow (735) |
| 6. Amt Neustrelitz-Land (7.362) (Bestuurscentrum te Neustrelitz) |
| 1. Blankensee (1.636) 2. Blumenholz (773) 3. Carpin (844) 4. Godendorf (226) 5. Grünow (287) 6. Hohenzieritz (451) 7. Klein Vielen (620) 8. Kratzeburg (526) 9. Möllenbeck (721) 10. Userin (688) 11. Wokuhl-Dabelow (590) |
| 7. Amt Neverin (8.778) |
| 1. Beseritz (120) 2. Blankenhof (730) 3. Brunn (1.040) 4. Neddemin (354) 5. Neuenkirchen (1.134) 6. Neverin * (1.021) 7. Sponholz (743) 8. Staven (367) 9. Trollenhagen (898) 10. Woggersin (514) 11. Wulkenzin (1.525) 12. Zirzow (332) |
| 8. Amt Penzliner Land (6.755) |
| 1. Ankershagen (507) 2. Kuckssee (546) 3. Möllenhagen (1.527) 4. Penzlin, Stad * (4.175) |
| 9. Amt Röbel-Müritz (14.399) |
| 1. Altenhof (332) 2. Bollewick (648) 3. Buchholz (140) 4. Bütow (458) 5. Fincken (509) 6. Gotthun (327) 7. Grabow-Below ( x) 8. Groß Kelle (100) 9. Kieve (145) 10. Lärz (497) 11. Leizen (484) 12. Ludorf ( x) 13. Massow ( x) 14. Melz (336) 15. Priborn (353) 16. Rechlin (2.043) 17. Röbel/Müritz, Stad * (4.999) 18. Schwarz (362) 19. Sietow (629) 20. Stuer (247) 21. Vipperow ( x) 22. Wredenhagen ( x) 23. Zepkow ( x) |
| 10. Amt Seenlandschaft Waren (9.464) |
| 1. Schloen-Dratow (881) 2. Grabowhöfe (1.349) 3. Groß Plasten (1.045) 4. Hohen Wangelin (607) 5. Jabel (660) 6. Kargow (682) 7. Klink (1.128) 8. Klocksin (312) 9. Moltzow (886) 10. Peenehagen (1.067) 11. Torgelow am See (445) 12. Varchentin ( x) 13. Vollrathsruhe (402) |
| 11. Amt Stargarder Land (9.811) |
| 1. Burg Stargard, Stad * (5.359) 2. Cölpin (814) 3. Groß Nemerow (1.150) 4. Holldorf (765) 5. Lindetal (1.168) 6. Pragsdorf (555) |
| 12. Amt Stavenhagen (11.481) |
| 1. Bredenfelde (185) 2. Briggow (307) 3. Grammentin (246) 4. Gülzow (407) 5. Ivenack (809) 6. Jürgenstorf (859) 7. Kittendorf (289) 8. Knorrendorf (552) 9. Mölln (510) 10. Ritzerow (377) 11. Rosenow (951) 12. Stavenhagen, Reuterstad * (5.721) 13. Zettemin (268) |
| 13. Amt Treptower Tollensewinkel (13.523) |
| 1. Altenhagen (312) 2. Altentreptow, Stad * (5.221) 3. Bartow (452) 4. Breesen (518) 5. Breest (137) 6. Burow (943) 7. Gnevkow (321) 8. Golchen (280) 9. Grapzow (386) 10. Grischow (241) 11. Groß Teetzleben (683) 12. Gültz (521) 13. Kriesow (299) 14. Pripsleben (231) 15. Röckwitz (276) 16. Siedenbollentin (553) 17. Tützpatz (549) 18. Werder (554) 19. Wildberg (496) 20. Wolde (550)                                  |
| 14. Amt Woldegk (6.461) |
| 1. Groß Miltzow (982) 2. Kublank (166) 3. Neetzka (225) 4. Petersdorf ( x) 5. Schönbeck (465) 6. Schönhausen (222) 7. Voigtsdorf (93) 8. Woldegk, Stad * (4.308) |

## Bestuurlijke herindelingen
Sinds de oprichting van het district in 2011 hebben er diverse bestuurlijke herindelingen plaatsgevonden. Tot op heden betreft het de volgende wijzigingen (datum tussen haakjes vermeld):

### Amt
Er zijn nog geen wijzigingen in het aantal Ämter opgetreden sinds de oprichting van het district.

### Gemeente
Vanaf de oprichting zijn diverse gemeenten samengevoegd tot nieuwe entiteiten of opname door bestaande gemeenten.

#### 2012
- Opheffing van de gemeenten Groß Gievitz, Hinrichshagen en Lansen-Schönau onder gelijktijdige oprichting van de gemeente Peenehagen (1-1-2012)
- Opheffing van de gemeenten Groß Dratow en Schloen onder gelijktijdige oprichting van de nieuwe gemeente Schloen-Dratow (1-1-2012)
- Opheffing van de gemeenten Krukow, Lapitz en Puchow onder gelijktijdige oprichting van de nieuwe gemeente Kuckssee (1-1-2012)
- Annexatie van de gemeente Mallin door Penzlin (1-1-2012)

#### 2013
- Annexatie van de gemeente Schwinkendorf door Moltzow (1-1-2013)
- Annexatie van de gemeente Vielist door Grabowhöfe (1-1-2013)

#### 2014
- Naamswijziging van de gemeente Schloen-Dratow in Dratow-Schloen (1-1-2014)
- Annexatie van de gemeenten Eichhorst en Glienke door Friedland (25-5-2014)
- Annexatie van de gemeente Roggentin door Mirow (25-5-2014)
- Annexatie van de gemeente Cammin door Burg Stargard (25-5-2014)
- Annexatie van de gemeente Helpt door Woldegk (25-5-2014)

#### 2015
- Annexatie van de gemeente Mildenitz door Woldegk (1-1-2015)
- Annexatie van de gemeente Neu Gaarz door Jabel (1-1-2015)

Ludwigslust-Parchim · Mecklenburgische Seenplatte · Nordwestmecklenburg · Rostock · Landkreis Rostock · Schwerin · Vorpommern-Greifswald · Vorpommern-Rügen
Alt Schwerin ·
Altenhagen ·
Altenhof ·
Altentreptow ·
Ankershagen ·
Bartow ·
Basedow ·
Beggerow ·
Beseritz ·
Blankenhof ·
Blankensee ·
Blumenholz ·
Bollewick ·
Borrentin ·
Bredenfelde ·
Breesen ·
Breest ·
Briggow ·
Brunn ·
Buchholz ·
Burg Stargard ·
Burow ·
Bütow ·
Carpin ·
Cölpin ·
Dargun ·
Datzetal ·
Demmin ·
Faulenrost ·
Feldberger Seenlandschaft ·
Fincken ·
Friedland ·
Fünfseen ·
Galenbeck ·
Genzkow ·
Gielow ·
Gnevkow ·
Godendorf ·
Golchen ·
Gotthun ·
Grabow-Below ·
Grabowhöfe ·
Grammentin ·
Grapzow ·
Grischow ·
Groß Kelle ·
Groß Miltzow ·
Groß Nemerow ·
Groß Plasten ·
Groß Teetzleben ·
Grünow ·
Göhren-Lebbin ·
Gültz ·
Gülzow ·
Hohen Wangelin ·
Hohenbollentin ·
Hohenmocker ·
Hohenzieritz ·
Holldorf ·
Ivenack ·
Jabel ·
Jürgenstorf ·
Kargow ·
Kentzlin ·
Kieve ·
Kittendorf ·
Klein Vielen ·
Kletzin ·
Klink ·
Klocksin ·
Knorrendorf ·
Kratzeburg ·
Kriesow ·
Kublank ·
Kuckssee ·
Kummerow ·
Leizen ·
Lindenberg ·
Lindetal ·
Ludorf ·
Lärz ·
Malchin ·
Malchow ·
Massow ·
Meesiger ·
Melz ·
Mirow ·
Moltzow ·
Möllenbeck ·
Möllenhagen ·
Mölln ·
Neddemin ·
Neetzka ·
Neubrandenburg ·
Neuenkirchen ·
Neukalen ·
Neustrelitz ·
Neverin ·
Nossendorf ·
Nossentiner Hütte ·
Peenehagen ·
Penkow ·
Penzlin ·
Petersdorf ·
Pragsdorf ·
Priborn ·
Priepert ·
Pripsleben ·
Rechlin ·
Ritzerow ·
Rosenow ·
Röbel/Müritz ·
Röckwitz ·
Sarow ·
Schloen-Dratow ·
Schwarz ·
Schönbeck ·
Schönfeld ·
Schönhausen ·
Siedenbollentin ·
Siedenbrünzow ·
Sietow ·
Silz ·
Sommersdorf ·
Sponholz ·
Staven ·
Stavenhagen ·
Stuer ·
Torgelow am See ·
Trollenhagen ·
Tützpatz ·
Userin ·
Utzedel ·
Varchentin ·
Verchen ·
Vipperow ·
Voigtsdorf ·
Vollrathsruhe ·
Walow ·
Waren (Müritz) ·
Warrenzin ·
Werder ·
Wesenberg ·
Wildberg ·
Woggersin ·
Wokuhl-Dabelow ·
Wolde ·
Woldegk ·
Wredenhagen ·
Wulkenzin ·
Wustrow ·
Zepkow ·
Zettemin ·
Zirzow ·
Zislow